# Lovendegem
Lovendegem là một đô thị tọa lạc ở Flanders, một trong ba vùng của Bỉ,  và trong tỉnh Oost-Vlaanderen. Đô thị này bao gồm các thị xã Lovendegem và Vinderhoute. Tại thời điểm ngày 1 tháng 1 năm  2006 Lovendegem có tổng dân số 9.358 người. Tổng diện tích là 19.48 km² với mật độ dân số là 480 người trên mỗi square kilometer.
Tên của thị xã đầu tiên đã được ghi là Lovendenghiem năm 1150

## Dân địa phương nổi tiếng
- Maurice De Waele, cu rơ, thắng giải Tour de France